# Trigonostemon nemoralis
Trigonostemon nemoralis là một loài thực vật có hoa trong họ Đại kích. Loài này được Thwaites miêu tả khoa học đầu tiên năm 1861.